# Gai Proculeu
Gai Proculeu (Caius Proculeius) va ser un cavaller romà amic d'Octavi (August).
Va repartir les seves propietats amb els seus germans (o cosins, ja que els romans anomenaven sovint germans –frater- als cosins –frater patruelis) Fanni Cepió i Murena que havien perdut els seus béns a les guerres civils. Aquest Murena (Aule Terenci Murena), segons l'anomena Dió Cassi en una confusió, va ser condemnat l'any 22 aC per conspirar contra August, i segons Wilhelm Drumann, historiador alemany, seria el fill de Luci Licini Murena, cònsol el 62 aC, que hauria estat adoptat per Aule Terenci Varró. El mateix autor pensa que Proculeu seria el fill de Gai Licini Murena, germà de Luci Licini Murena, que hauria estat adoptat per un Proculeu.
Octavi August, després de la batalla d'Àccium, el va enviar davant de Marc Antoni i Cleòpatra, però quan va arribar Marc Antoni acabava de morir. De la seva entrevista amb Cleòpatra, Plutarc en dona una transcripció. Quan Murena va ser condemnat l'any 22 aC, Proculeu va intercedir davant l'emperador. August va considerar donar la seva filla Júlia en matrimoni a Proculeu, segons diu Tàcit.
Es va suïcidar per enverinament a causa dels intensos patiments provocats per una malaltia d'estómac.